# 大郷町立大郷小学校
大郷町立大郷小学校（おおさとちょうりつ おおさとしょうがっこう）は、宮城県黒川郡大郷町にある公立小学校。2015年度始めの生徒数は404名、職員数33名である。

## 概要

### 校名の由来・開校記念日
- 2012年（平成24年）4月、大郷町にあった大谷（おおや）小学校、味明（みあけ）小学校、大松沢（おおまつざわ）小学校、粕川（かすかわ）小学校の4校が統合して誕生した大郷町唯一の小学校である[2]。校舎は、大谷小学校の校舎を増改築したものである。名前の由来であるが、統合に先立ち、町民からの意見を聞いたところ、圧倒的に「大郷小学校」という意見が多かった[3][4]。
- 開校記念日は4月9日[5]。

### 校章・校歌

#### 校章
製作者は、武田早苗。製作当時は、仙台市立高砂小学校教頭。大郷の豊かな自然と、統合する4校の子どもたちを四つ葉のクローバーで表現。中心には、小学校の小の字を、明るくさえずる小鳥になぞり、元気な子どもたちをイメージして朱色で配置。

#### 校歌
作詞は、旧味明小学校校長で、大郷幼稚園園歌の作曲者の笠松洋子。作曲は、内藤淳一。作詞の趣旨：1番は「現在」、2番は「未来」を表し、大郷の大地の恵みや人の絆、4校の統合から新しい歴史の流れ、夢と誇りを持って、元気に成長して欲しいといった願いが込められている。

## 学区
町内1小学校のため、大郷町全域が学区である。遠い地域の児童は、スクールバスを利用している。

## 卒業後
大部分は大郷中学校へ進学する。